# Adolf Boner
Adolf Boner (* 15. Juni 1901 in Laupersdorf; † 22. November 1968 in Basel; heimatberechtigt in Laupersdorf) war ein Schweizer Jurist und Politiker (konservativ-christlichsozialen Volkspartei).

## Leben
Boner besuchte das Kollegium Schwyz und studierte anschliessend Rechtswissenschaften in Freiburg und Bern. Ab 1931 war er Fürsprecher und Notar und hatte bis 1959 ein Anwaltsbüro in Balsthal.
Als Mitglied der konservativ-christlichsozialen Volkspartei war er von 1932 bis 1944 Präsident der Solothurner Jungkonservativen und von 1944 bis 1956 Kantonalpräsident der konservativen Volkspartei. Neben dem ehrenamtlichen Engagement war er Gemeinderat in Balsthal, von 1933 bis 1959 Solothurner Kantonsrat und von 1939 bis 1959 Nationalrat. Ab 1957 war er Ersatz-, ab 1959 ordentliches Mitglied am Eidgenössischen Versicherungsgericht, das er 1968 präsidierte. 
Boner war Mitglied der Studentenverbindungen Suitia, Fryburgia, Berchtoldia. In der Schweizer Armee bekleidete er den Rang eines Obersts. Er war der Gründer des Balsthaler Artillerie-Vereins und Zentralpräsident des Schweizerischen Artillerievereins.